# 1989年古典音樂
本頁面是1989年間古典音樂事件（含相關話題）的紀錄頁。

## 逝世人物

### 7月
- 16日：柏林愛樂首席指揮赫伯特·冯·卡拉扬，享年81。